# Ei, Psiu! Beijo Me Liga
Ei, Psiu! Beijo Me Liga este primul cântec solo, al cântărețului brazilian Michel Teló, extras de pe albumul de debut al acestuia, Balada Sertaneja.În topuri, nu s-a descurcat bine, fiindcă  Fugidinha a ajuns în primele poziții.

## Topuri
| Top muzical                                                 | Cea mai bună poziție |
| ----------------------------------------------------------- | -------------------- |
| Brazilia Billboard Brasil Hot 100 Airplay                   | 61                   |
| Brazilia Billboard Brasil Hot Popular Songs                 | 35                   |
| Brazilia Billboard Brasil Regional Curitiba Hot Songs       | 53                   |
| Brazilia Billboard Brasil Regional Porto Alegre Hot Songs   | 35                   |
| Brazilia Billboard Brasil Regional Ribeirão Preto Hot Songs | 36                   |
| Brazilia Billboard Brasil Regional Campinas Hot Songs       | 23                   |
| Brazilia Billboard Brasil Regional Belo Horizonte Hot Songs | 34                   |
| Brazilia Billboard Brasil Regional São Paulo Hot Songs      | 19                   |
| Italia - (iTunes Store)                                     | 42                   |